# Tresponts Avall
Quarter d'Organyà, anomenat Tresponts Avall al Spill del 1519 i també popularment, era un dels cinc quarters en què es dividia el territori del Vescomtat de Castellbò, aquest tenia el seu centre a Organyà. Comprenia Organyà, la vall de Cabó, la batllia de Sallent i Montanissell els llocs de Carreu i el Fenollet, la batllia de Coll de Nargó, la vall de Fígols i el lloc de Canelles.
L'any 1548 el Vescomtat de Castellbò va revertir a la Corona d'Aragó i el Quarter va passar a jurisdicció reial. I la que pertanyia al prior és dita jurisdicció del capítol d'Urgell i, a vegades, del capítol d'Organyà; era exercida encara pel prior, com a consenyor de la vila.
El nom de Tresponts Avall és utilitzat encara per parlar dels municipis o pobles que havien format part d'aquest antic quarter, situat més avall del Congost dels Tresponts del riu Segre.